# Kudurru

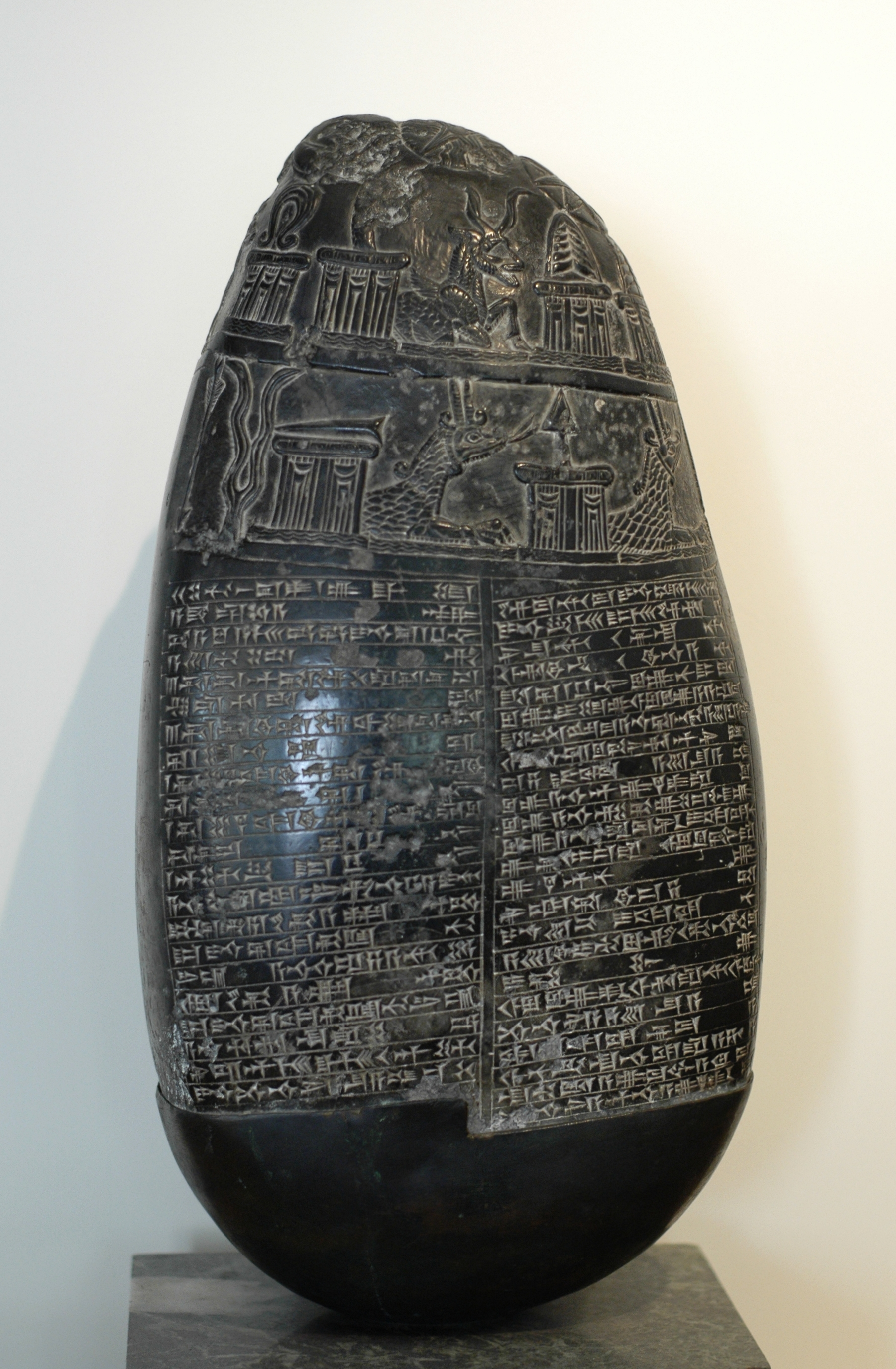
La Pedra Michaux és un Kudurru babiloni del període cassita trobat prop de Bagdad pel botànic francès André Michaux, ara a París)

Kudurru fou un tipus de document en pedra abastament utilitzat entre els cassites de Babilònia, generalment com a pedres fites per marcar límits o per registrar les concessions de terres als vassalls, entre els segles XVI i XII aC. La paraula "kudurru" vol dir en accadià "frontera" o "límit" (hebreu גדר "gader", cercat, frontera). Els kudurrus són els únics monuments que han sobreviscut de la dominació cassita a Babilònia, i els millors exemples es troben al Museu del Louvre i al Museu Nacional de l'Iraq. El kudurru original era emmagatzemat al temple i la persona que rebia les terres feia una còpia per utilitzar sobre el terreny per confirmar la seva possessió legal. Generalment incloïen imatges simbòliques de la deïtat que protegia el contracte, i castigava al que l'incomplia. Alguns també tenien la imatge del rei que el concedia. Com que havien d'incloure el text del contracte i diverses imatges, es gravaven en grans blocs de pedra.